# McComb (Mississippi)
McComb is een plaats (city) in de Amerikaanse staat Mississippi, en valt bestuurlijk gezien onder Pike County. Het stadje werd gesticht in 1872 en is vernoemd naar Henry Simpson McComb, directeur van een spoorwegmaatschappij. McComb is de geboorteplaats van een aantal bekende zangers en zangeressen, waaronder Britney Spears en Bo Diddley.

## Demografie
Bij de volkstelling in 2000 werd het aantal inwoners vastgesteld op 13.337.
In 2006 is het aantal inwoners door het United States Census Bureau geschat op 13.607, een stijging van 270 (2,0%).

## Geografie
Volgens het United States Census Bureau beslaat de plaats een oppervlakte van
30,0 km², waarvan 29,8 km² land en 0,2 km² water.

## Plaatsen in de nabije omgeving
De onderstaande figuur toont nabijgelegen plaatsen in een straal van 36 km rond McComb.

## Geboren in McComb
- Bo Diddley (1928-2008), rock-'n-roll-zanger en gitarist
- Brandy (Brandy Rayana Norwood) (1979), R&B-zangeres en actrice
- Ray J (William Ray Norwood jr) (1981), singer-songwriter en acteur (broer van Brandy)
- Britney Spears (1981), popzangeres, songwriter, danseres en actrice
- Jamie Lynn Spears (1991), actrice (zus van Britney)